# F-спондин
Спондин-1, или F-спондин (англ. spondin 1, F-spondin) — белок внеклеточного матрикса, участвующий в эмбриональном развитии мозга, ангиогенезе, росте и развитии различных органов. F-спондин связывается с рецептором ApoER2. Белок состоит из 807 аминокислот; содержит 6 тромбоспондиновых (TSR) доменов, один рилиновый (FS1), и один спондиновый(FS2) домен. В организме взрослого человека, экспрессия F-спондина наблюдается в нескольких органах — лёгких, тонкой кишке, простате, почках, сердце, плаценте, достигая максимума в яичниках.